# أركاداك
أركاداك (بالروسية: Аркадак) هي إحدى مدن روسيا في الكيان الفدرالي الروسي ساراتوف أوبلاست.